# Amanda Seyfried
Amanda Michelle Seyfried (/ˈsaɪfrɛd/ SY-fred; sinh ngày 03 tháng 12 năm 1985) là một nữ diễn viên kiêm ca sĩ người Mỹ. Sinh ra và lớn lên ở Allentown, Pennsylvania, Seyfried bắt đầu sự nghiệp của mình với tư cách là người mẫu khi mới 11 tuổi, sau đó bắt đầu sự nghiệp diễn xuất ở tuổi 15 với những vai diễn khách mời và chuyển sang những vai diễn định kỳ trong các vở kịch opera As the World Turns và All My Children.
Năm 2004, Seyfried lần đầu xuất hiện trên phim ảnh trong bộ phim hài tuổi teen Mean Girls. Các vai diễn sau đó của cô là trong những bộ phim độc lập, được kể đến như phim truyền hình Nine Lives (2005) và phim truyền hình tội phạm Alpha Dog (2006), cô cũng đã có một vai diễn định kỳ trong bộ phim truyền hình Veronica Mars (2004-2006). Giữa năm 2006 và 2011, cô đóng vai chính trong bộ phim truyền hình Big Love của kênh HBO và xuất hiện trong bộ phim âm nhạc nổi tiếng Mamma Mia! (2008).
Sự xuất hiện khác của cô bao gồm vai diễn chính trong phim hài kinh dị Jennifer's Body (2009), vai nhân vật một cô gái gọi trong phim khiêu dâm Chloe (2009), phim lãng mạn đề tài chiến tranh Dear John (2010) và phim lãng mạn Letters to Juliet (2010). Cô cũng là ngôi sao trong phim giả tưởng lãng mạn đề tài lịch sử Red Riding Hood (2011), phim giả tưởng In Time (2011), phim kinh dị Gone (2012), phim nhạc kịch Les Misérables (2012), phim tiểu sử Lovelace (2013), và trong các phim hài A Million Ways to Die in the West (2014) và Ted 2 (2015).

## Tiểu sử
Seyfried sinh ra ở Allentown, Lehigh County, Pennsylvania vào ngày 3 tháng 12 năm 1985. Mẹ cô, bà Ann (Sander) là một chuyên gia trị liệu và cha cô, Jack Seyfried là một dược sĩ. Cô thuộc dòng dõi người Đức, với sự pha trộn dòng máu Anh, Scotland, Ireland, và Welsh. Seyfried tốt nghiệp năm 2003 từ trường trung học Allentown's William Allen. Cô có một người chị, Jennifer Seyfried, là một nhạc sĩ trong ban nhạc rock Love City.
Amanda Michelle Seyfried sinh ngày 3 tháng 12 năm 1985, tại Allentown, Pennsylvania. [1] [2] Mẹ cô, Ann Seyfried (nhũ danh Sander), là một nhà trị liệu nghề nghiệp, và cha cô, Jack Seyfried, là một dược sĩ. [2] [3] Seyfried chủ yếu là người gốc Đức, với một lượng nhỏ hơn là gốc Anh, Scotland-Ireland và tổ tiên xứ Wales. [4]
Cô tốt nghiệp trường trung học William Allen của Allentown năm 2003. [5] Seyfried có một chị gái, Jennifer Seyfried, một nhạc sĩ trong ban nhạc rock Philadelphia Love City. [2] Seyfried đăng ký học tại Đại học Fordham ở Thành phố New York vào mùa thu năm 2003, nhưng không theo học sau khi được mời đóng vai trong Mean Girls

## Sự nghiệp

### Khởi nghiệp (1996–2006)
Trong khoảng thời gian làm người mẫu của Seyfried, cô xuất hiện trên những in ấn quảng cảo cho các công ty thời trang bao gồm Limited Too với Leighton Meester, và đã là hình ảnh đại diện trên ba trang bìa của loạt tiểu thuyết Sweet Valley High. Cô ngừng làm người mẫu khi lên 17 tuổi, và làm công việc bồi bàn trong một cộng đồng hưu trí. Seyfried học những bài học về giọng, học opera, và được huấn luyện bởi một huấn luyện viên ở Broadway khi cô ở tuổi vị thành niên. Cô bắt đầu đóng vai phụ trong phim truyền hình chiếu vào buổi sáng Guiding Light. Từ năm 2000 đến 2001, cô đã đóng vai Lucy Montgomery trong loạt phim As the World Turns của đài CBS. Cô thủ vai Joni Stafford trong phim All My Children của đài ABC từ 2002 đến 2003.
Năm 2003, Seyfried tham gia thử vai cho vai diễn Regina George trong Mean Girls; vai diễn này cuối cùng được giao cho nữ diễn viên Rachel McAdams. Mặc dù ban đầu Seyfried được nhắm đến cho vai diễn chính Cady Heron trong phim, sau này vai diễn được thay thế bởi Lindsay Lohan, nhà sản xuất phim quyết định rằng Seyfried nên vào vai Karen Smith, một người bạn mờ nhạt của Regina. Bộ phim là một sự thành công và kiếm được hơn 129 triệu đô la Mỹ trong phòng vé. Phần diễn xuất của Seyfried trong phim giúp cô, cùng với Lohan, Lacey Chabert, và McAdams giành giải thưởng MTV Movie Award ở hạng mục "Nhóm xuất sắc nhất trên màn ảnh". Seyfried tham gia thử vai cho vai diễn chính trong phim truyền hình Veronica Mars của đài UPN. Nhưng vai diễn cuối cùng được giao cho Kristen Bell, và Seyfried thủ vai người bạn thân bị sát hại của Veronica, Lilly Kane. Vai diễn của cô chỉ xuất hiện trong phần hồi tưởng. Người sáng lập bộ phim, Rob Thomas, thấy rằng diễn xuất của Seyfried trong vai Lilly Kane rất nổi bật, đến nỗi anh đã cho nhân vật của cô xuất hiện nhiều lần hơn trong phim, khác với kế hoạch ban đầu của anh trong mùa đầu tiên. Seyfried xuất hiện trong 10 tập phim từ năm 2004 đến 2005.
Năm 2005, Seyfried vào vai chính, Samantha, một vai được viết đặc biệt dành riêng cho cô bởi đạo diễn Rodrigo García, trong bộ phim chín phần Nine Lives, gồm chín bộ phim ngắn với các chủ đề khác nhau với cùng một dàn diễn viên. Với diễn xuất của mình, Seyfried cùng với những vai nữ chính khác trong phim, thắng giải thưởng Nữ diễn viên xuất sắc nhất tại Locarno International Film Festival. Cùng năm đó cô vào vai phụ, Mouse, trong phim American Gun. Năm 2006, Seyfried xuất hiện trong năm tập phim của Wildfire trong vai Rebecca và có một vai diễn chính Chrissy trong phhim ngắn Gypsies, Tramps & Thieves, viết bởi đạo diễn Andrea Janakas. Seyfried cũng đóng một vai nhỏ Julie Beckley trong Alpha Dog. Từ năm 2004 đến 2006 Seyfried xuất hiện như vai diễn khách mời trong các bộ phim bao gồm House, M.D., Justice, Law & Order: Special Victims Unit, American Dad! and CSI: Crime Scene Investigation.

### Đột phá (2006-2011)

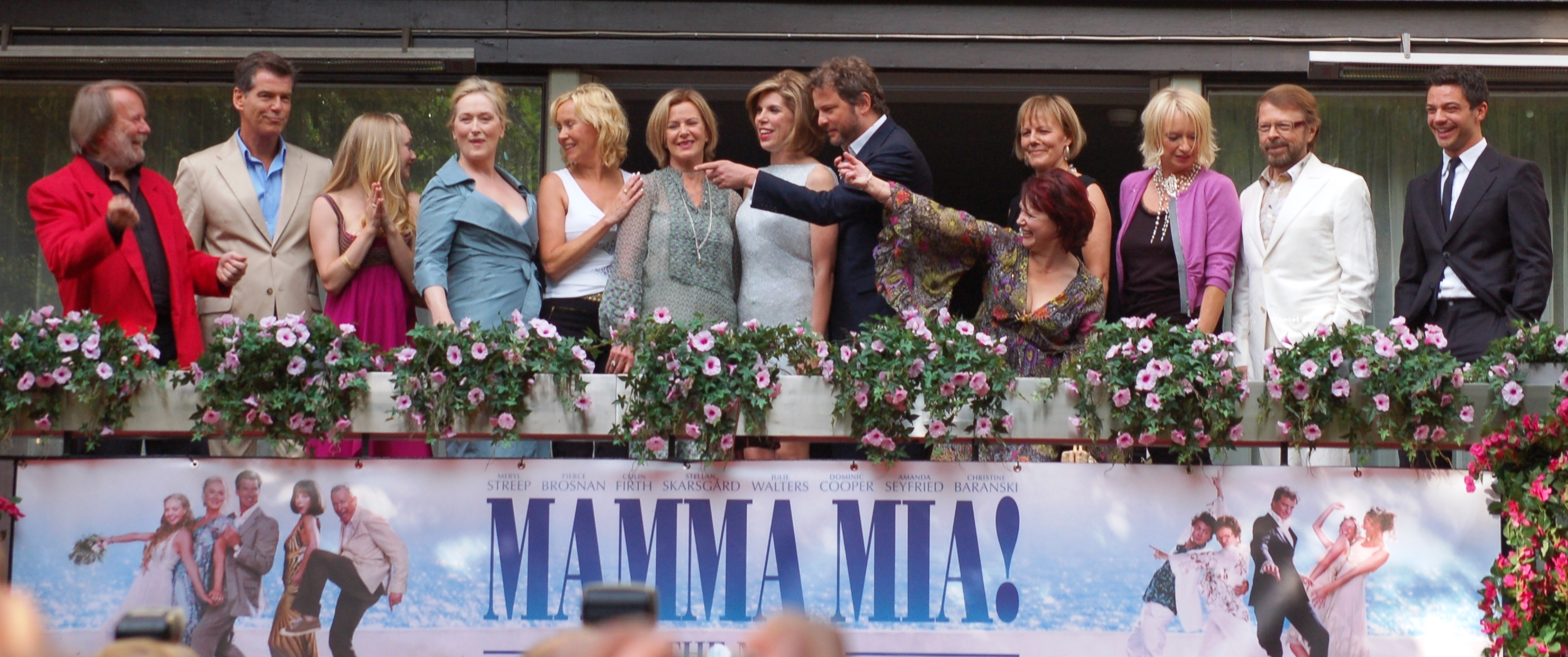
Seyfried trong buổi ra mắt phim Mamma Mia! (2008) với bốn thành viên của nhóm nhạc ABBA lần đầu chụp ảnh cùng nhau kể từ năm 1986.

Tên tuổi của Seyfried nổi bật nhờ vai diễn trong bộ phim truyền hình dài tập Big Love của đài HBO. Loạt phim này tập trung vào một gia đình Mormon theo thuyết chính thống, trong đó Seyfried đóng vai Sarah Henrickson, con gái đầu của Bill và Barb, người đấu tranh với đức tin đa thê của gia đình. Big Love ra mắt ở Mỹ vào ngày 12 tháng 3 năm 2006. Trong tháng 12 năm 2009, HBO xác nhận rằng Seyfried sẽ trở lại vào mùa thứ tư của bộ phim, nhưng đó sẽ là lần xuất hiện cuối cùng của cô trong phim, vì Seyfried muốn tập trung vào sự nghiệp điện ảnh và các dự án sắp tới của cô.
Theo sau Big Love Seyfried có những vai diễn phụ như Zoe, trong bộ phim kinh dị Solstice năm 2008, cô cũng diễn cùng với diễn viên Meryl Streep trong bộ phim nổi tiếng Mamma Mia!, một bộ phim hài tình cảm được làm lại dựa trên bộ phim âm nhạc cùng tên năm 1999. Sophie trong Mamma Mia! là vai diễn chính đầu tiên trên màn ảnh rộng của Seyfried. Bộ phim có doanh thu cao thứ năm vào năm 2008, và đến tháng 1 năm 2013 bộ phim trở thành phim có doanh thu cao thứ 73 của mọi thời đại. Phần trình diễn âm nhạc của cô trong Mamma Mia! được phát hành trong nhạc nền của bộ phim, trong đó cô thu âm 5 bài hát. Trong phần quảng bá cho cả bộ phim và nhạc nền, Seyfried đã thu âm một video âm nhạc của bài hát "Gimme! Gimme! Gimme! (A Man After Midnight)".
Tháng 3 năm 2008, Seyfried được mời tham gia bộ phim kinh dị hài Jennifer's Body. Trong bộ phim Seyfried đóng vai Anita Lesnicki, bạn thân của nhân vật chính. Cô cũng xuất hiện trong video âm nhạc của Panic! At The Disco "viễn cảnh mới," một bài hát từ bộ phim. Bộ phim, được công chiếu tại Liên hoan phim Quốc tế Toronto năm 2009 và được phát hành vào rạp chiếu phim vào ngày 18 tháng 9 năm 2009, đã nhận được sự đánh giá trái chiều từ các nhà phê bình. Cùng năm đó cô được mời tham gia bộ phim Boogie Woogie. Cô đóng vai Paige Oppenheimer, một trong những vai chính trong bộ phim. Bộ phim đã được chiếu vào ngày 26 tháng 6 năm 2009 tại Liên hoan phim quốc tế Edinburgh và chính thức được chiếu ở các rạp ở Hoa Kỳ vào ngày 25 tháng 4 năm 2010. Ngày 22 tháng 2 năm 2009, Seyfried đã giới thiệu một giải thưởng và biểu diễn tại lễ trao giải Academy Awards lần thứ 81. Vào đầu tháng 3 năm 2009 đạo diễn Zack Snyder đã mời Seyfried vào vai chính, Baby Doll, trong Sucker Punch, nhưng cô đã từ chối vì lịch quay phim trùng với Big Love.

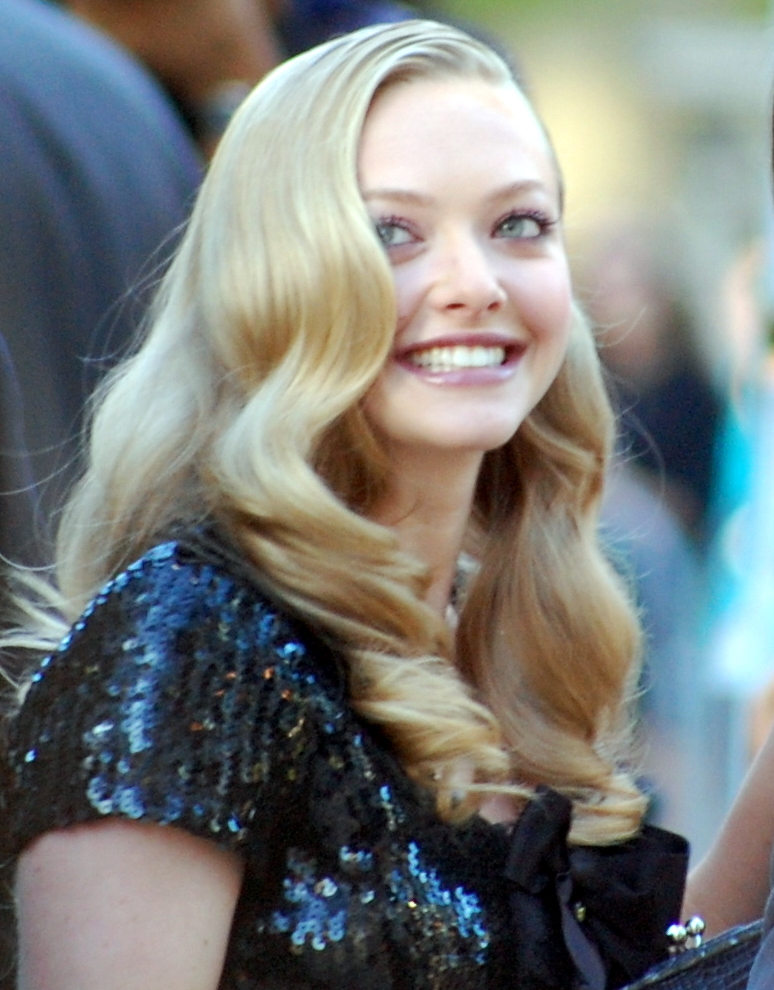
Amanda Seyfried, tại buổi ra mắt phim Chloe tại Roy Thompson Hall ngày 13 tháng 9 năm 2009

Seyfried đóng vai chính bên cạnh Channing Tatum trong Dear John, bộ phim chuyển thể của cuốn tiểu thuyết cùng tên của nhà văn Nicholas Sparks. Bộ phim đã được phát hành vào ngày 5 tháng 2 năm 2010 và nhận được những nhận xét trái chiều. Seyfried đã viết và thu âm "Little House", bài hát là một trong những bản nhạc chính thức của Dear John. Mặc dù nhận được nhận xét tiêu cực từ giới phê bình, Dear John đã trở thành bộ phim đầu tiên phá vỡ vị trí quán quân của phim Avatar ở Mỹ và thu về 80 triệu USD ở Mỹ và 115 triệu USD trên toàn thế giới.
Seyfried xuất hiện với tư cách là nhân vật chính trong bộ phim kinh dị gợi cảm Chloe, được hãng phim Sony Pictures Classics phát hành vào ngày 26 tháng 3 năm 2010. Chloe ra mắt tại Liên hoan phim Toronto vào tháng 9 năm 2009. Trong bộ phim, nhân vật của Seyfried là một cô gái mại dâm được tuyển dụng để thử lòng người chồng, bởi vì vợ ông cảm thấy rằng bà không thể tin tưởng vào sự trung thành của ông. Chloe rất thành công trong thương mại và trở thành bộ phim kiếm được nhiều tiền nhất của đạo diễn Atom Egoyan. Diễn xuất của Seyfried trong phim cũng nhận được những lời nhận xét rất tích cực từ các nhà phê bình; Nó cũng đã giúp cô nhận được sự hoan nghênh của ngành công nghiệp điện ảnh và nhận được nhiều cơ hội với nhiều vai diễn khác nhau.

## Giải thưởng[42]
| Giải thưởng                                          | Năm  | Hạng mục giải thưởng                                                                | Kết quả     |
| ---------------------------------------------------- | ---- | ----------------------------------------------------------------------------------- | ----------- |
| Alliance of Women Film Journalists                   | 2012 | Nữ diễn viên cần nhất cho một hãng mới                                              | Đề cử       |
| Awards Circuit Community Awards                      | 2012 | Dàn diễn viên xuất sắc nhất trong phim Les Misérables - Những người khốn khổ (2012) | Chiến thắng |
| Central Ohio Film Critics Association                | 2013 | Dàn diễn viên xuất sắc nhất trong phim Les Misérables - Những người khốn khổ (2012) | Đề cử       |
| Gold Derby Awards                                    | 2013 | Dàn diễn viên xuất sắc nhất trong phim Les Misérables - Những người khốn khổ (2012) | Đề cử       |
| Gotham Awards                                        | 2005 | Dàn diễn viên xuất sắc nhất trong phim Nine Lives 2005                              | Đề cử       |
| Jupiter Award                                        | 2008 | Nữ diễn viên quốc tế xuất sắc nhất trong phim Mamma Mia! 2008                       | Đề cử       |
| Glamour Award                                        | 2009 | Nữ diễn viên phim                                                                   | Chiến thắng |
| Locarno International Film Festival (Bronze Leopard) | 2005 | Nữ diễn viên chính xuất sắc nhất trong phim Nine Lives 2005                         | Chiến thắng |
| MTV Movie Award                                      | 2010 | Cảnh quay kinh dị xuất sắc nhất trong phim Jennifer's Body 2009                     | Chiến thắng |
| MTV Movie Award                                      | 2010 | Diễn viên nữ xuất sắc nhất trong phim Dear John 2010                                | Đề cử       |
| MTV Movie Award                                      | 2009 | Vai diễn đột phá cho phim Mamma Mia! 2008                                           | Đề cử       |
| MTV Movie Award                                      | 2005 | Nhóm xuất sắc nhất trên màn ảnh trong phim Mean Girls 2004                          | Chiến thắng |
| National Board of Review, USA                        | 2012 | Dàn diễn viên xuất sắc nhất trong phim Les Misérables - Những người khốn khổ (2012) | Chiến thắng |
| Online Film & Television Association Award           | 2013 | Bài hát xuất sắc nhất trong phim Les Misérables - Những người khốn khổ (2012)       | Đề cử       |
| People's Choice Awards, USA                          | 2018 | Ngôi sao hài kịch được yêu thích                                                    | Đề cử       |
| People's Choice Awards, USA                          | 2009 | Dàn diễn viên được yêu thích                                                        | Đề cử       |
| Phoenix Film Critics Society Awards                  | 2012 | Dàn diễn viên xuất sắc nhất trong phim Les Misérables - Những người khốn khổ (2012) | Đề cử       |
| Satellite Awards                                     | 2012 | Dàn diễn viên xuất sắc nhất trong phim Les Misérables - Những người khốn khổ (2012) | Chiến thắng |
| ShoWest Convention, USA                              | 2010 | Ngôi sao nữ đột phá của năm                                                         | Chiến thắng |
| Teen Choice Awards                                   | 2013 | Nữ diễn viên điện ảnh xuất sắc                                                      | Đề cử       |

## Đời tư và kết hôn
Trong hơn 10 năm bước chân vào showbiz, Amanda Seyfried đã có khoảng chục mối tình lãng mạn. Nhiều chàng trai trong số đó là bạn diễn của cô. Amanda hẹn hò nam diễn viên Micah Alberti từ 2002 đến 2006 khi đóng cùng trong phim All My Children. Năm 2007, cô yêu ca sĩ người Canada Jesse Marchant. Sau rung động thoáng qua với tài tử Alexander Skarsgard, Amanda say nắng bạn diễn Mamma Mia! Dominic Cooper năm 2008. Mối tình kéo dài 2 năm và sau khi chia tay, cô đào hẹn hò nam diễn viên Ryan Phillippe. Những người tình tiếp theo của cô là doanh nhân bất động sản Andrew Joblon, tài tử Josh Hartnett, nam diễn viên Justin Long...

### Những thước phim nóng bỏng gây tranh cãi
Năm 2009, Amanda gây sốc khi đóng cảnh hôn đồng giới ướt át với Megan Fox trong phim kinh dị Jennifer's Body. Và trong phim Chloe, Amanda còn "khóa môi" nữ diễn viên Julianne Moore.

### Kết hôn bí mật

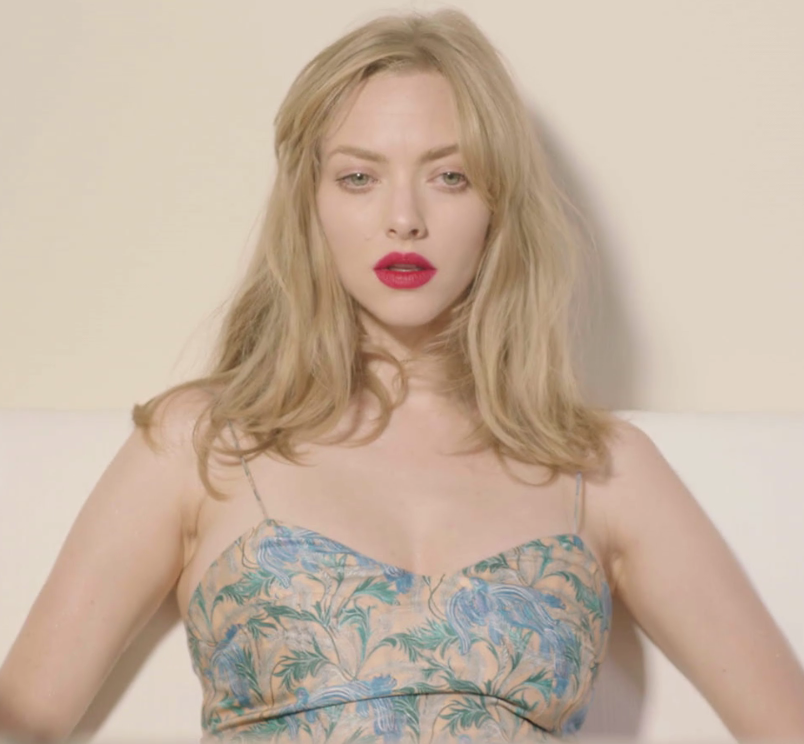
Amanda Seyfried trong photoshot của tạp chí Vogue năm 2016

Tháng 5/2015, nữ diễn viên gặp gỡ tài tử Thomas Sadoski khi đóng cùng trong vở kịch The Way We Get By. Tháng 9/2016, Amanda và Thomas Sadoski đính hôn. Cặp sao tổ chức lễ cưới bí mật vào tháng 3/2017 chỉ vài ngày trước khi con gái đầu lòng ra đời.

### Scandal lộ ảnh nóng
Tháng 3/2017, Amanda Seyfried bất ngờ bị hacker lấy cắp rất nhiều ảnh riêng tư trong điện thoại và tung lên các trang web đen. Trong số đó có nhiều ảnh khỏa thân và cảnh ân ái với bạn trai cũ. Điều khó khăn nhất với Amanda lúc đó là cô chuẩn bị kết hôn và sinh con với nam diễn viên Thomas Sadoski. Amanda đã phải thuê luật sư yêu cầu các trang web đen gỡ hết các ảnh nóng của cô và hợp tác với cảnh sát tìm kẻ đã lấy cắp ảnh. Nữ diễn viên Emma Watson cũng là nạn nhân trong vụ hack gây chấn động này.

### Bệnh tật
Amanda từng thú nhận trên tạp chí Allure, cô phải sống chung với căn bệnh rối loạn ám ảnh cưỡng chế (luôn có những ý nghĩ ám ảnh và lo lắng không lý do chính đáng khiến người bệnh phải thực hiện các hành vi có tính chất ép buộc để giảm bớt căng thẳng). Nữ diễn viên cũng cho biết, mặc dù có thể diễn xuất rất tự nhiên trước ống kính nhưng cô luôn hồi hộp và căng thẳng trước mỗi buổi phỏng vấn.

### Tình yêu động vật và tài lẻ
Amanda yêu nhiều loại vật nuôi, đặc biệt là chó. Cô dành tình cảm nhiều nhất cho chú chó Finn được giải cứu tại một trại động vật. Nữ diễn viên đã tạo tài khoản Twitter và Instagram cho chú chó này. Amanda còn có tài đan len.

## Các phim tham gia
| Phim        | Phim                                                                 | Phim                               | Phim |
| Năm         | Phim                                                                 | Vai diễn                           | Ghi chú |
| ----------- | -------------------------------------------------------------------- | ---------------------------------- | --- |
| 2004        | Mean Girls                                                           | Karen Smith                        | Vai diễn phụ; Bộ phim đầu tay |
| 2005        | Nine Lives                                                           | Samantha                           | Vai diễn chính |
| 2005        | American Gun                                                         | Mouse                              | Vai diễn phụ |
| 2006        | Alpha Dog                                                            | Julie Beckley                      | Vai diễn phụ |
| 2006        | Gypsies, Tramps & Thieves                                            | Chrissy                            | Vai diễn chính; phim ngắn |
| 2008        | Solstice                                                             | Zoe                                | Vai diễn phụ; video trực tiếp |
| 2008        | Mamma Mia!                                                           | Sophie Sheridan                    | Vai diễn chính |
| 2008        | Official Selection                                                   | Emily                              | Vai diễn vị thành niên; phim ngắn |
| 2009        | Boogie Woogie                                                        | Paige Prideaux                     | Vai diễn chính |
| 2009        | Jennifer's Body                                                      | Anita "Needy" Lesnicki             | Vai diễn chính |
| 2010        | Dear John- Thư tình nơi chiến trận                                   | Savannah Lynn Curtis               | Vai diễn chính |
| 2010        | Chloe                                                                | Chloe                              | Vai diễn chính |
| 2010        | Letters to Juliet                                                    | Sophie                             | Vai diễn chính; post-production |
| 2011        | In Time                                                              | Sylvia Weis                        | Vai diễn chính |
| 2011        | Red Riding Hood                                                      | Valerie                            | Vai diễn chính |
| 2011        | A Bag of Hammers                                                     | Amanda                             | Vai diễn phụ |
| 2012        | Gone                                                                 | Jillian "Jill" Conway              | Vai diễn chính |
| 2012        | A Woman of No Importance                                             | Hester Worsley                     | Vai diễn chính; trước sản xuất |
| 2012        | Les Misérables - Những người khốn khổ                                | Cosette                            | Vai diễn chính |
| 2012        | The End of Love                                                      | Amanda                             | Vai diễn phụ |
| 2013        | Epic                                                                 | Marry Katherine - M.K              | Vai diễn chính; Lồng tiếng |
| 2013        | The Big Wedding - Đại tiệc cưới hỏi                                  | Missy                              | Vai diễn phụ |
| 2013        | Đa tình - Lovelace                                                   | Linda Lovelace                     | Vai diễn chính |
| 2014        | Dog Food                                                             | Eva                                | Vai diễn chính |
| 2014        | Khi ta còn trẻ - While we're young                                   | Darby                              | Vai diễn phụ |
| 2014        | Triệu kiểu chết miền viễn tây - A Million Ways to Die in the West    | Louise                             | Vai diễn phụ |
| 2015        | Ted 2                                                                | Samantha Leslie "Sam L." Jackson   | Vai diễn chính |
| 2015        | Unity                                                                |                                    | Lồng tiếng |
| 2015        | Giáng sinh nhớ đời - Love the Coopers                                | Ruby                               | Vai diễn phụ |
| 2015        | Pan và vùng đất Neverland                                            | Mary                               | Vai diễn phụ |
| 2015        | Fathers and Daughters                                                | Katie                              | Vai diễn chính |
| 2017        | First Reformed                                                       | Mary                               | Vai diễn chính |
| 2017        | Điều cuối cùng ấy - The Last Word                                    | Anne Sherman                       | Vai diễn chính |
| 2017        | The Clapper                                                          | Judy                               | Vai diễn chính |
| 2018        | Holy Moses                                                           | Mary                               | Vai diễn chính |
| 2018        | Nhọ gặp hên - Gringo                                                 | Sunny                              | Vai diễn phụ |
| 2018        | Anon                                                                 | The Girl                           | Vai diễn chính |
| 2019        | The Art of Racing In The Rain - Cuộc đời phi thường của chú chó Enzo | Eve                                | Vai diễn chính |
| 2020        | Scoob! (Scooby-Doo)                                                  | Daphne Blake                       | Vai diễn chính |
| Truyền hình |                                                                      |                                    | |
| Năm         | Tiêu đề                                                              | Vai diễn                           | Ghi chú |
| 2000–2001   | As the World Turns                                                   | Lucinda Marie "Lucy" Montgomery #2 | Vai diễn định kỳ (27 tập) |
| 2002–2003   | All My Children                                                      | Joni Stafford                      | Tập: #1.8514 #1.8517 #1.8617 |
| 2004        | Law & Order: Special Victims Unit                                    | Tandi McCain                       | Tập: "Outcry" |
| 2004–2005   | Veronica Mars                                                        | Lilly Kane                         | Vai diễn định kỳ (10 Tập) |
| 2005        | House M.D.                                                           | Pam                                | Tập: "Detox" |
| 2006        | Justice                                                              | Ann Diggs                          | Tập: "Pretty Woman" |
| 2006        | Wildfire                                                             | Rebecca                            | Tập: "A Good Convict Is Hard to Find" "Dangerous Liaisons" "Family Matters" "Nothing Takes the Past Away Like the Future" "Taking Off" |
| 2006        | CSI: Crime Scene Investigation                                       | Lacey Finn                         | Tập: "Rashomama" |
| 2006–2010   | Big Love                                                             | Sarah Henrickson                   | Vai chính (35 tập) |
| 2008        | American Dad!                                                        | Amy                                | Tập: "Escape from Pearl Bailey" |